# Death in the Afternoon
Death in the Afternoon (lançado no Brasil com o título Morte ao Entardecer) é um livro de não ficção do escritor estadunidense Ernest Hemingway. Foi publicado originalmente em 1932. Descreve a arte da tourada, mostrando sua história, técnica, filosofia e relação com a vida e com o ofício de escrever.
- Este artigo foi inicialmente traduzido, total ou parcialmente, do artigo da Wikipédia em inglês cujo título é «Death in the Afternoon».